# Strada statale 286 di Castelbuono
La strada statale 286 di Castelbuono (SS 286) è una strada statale italiana della Sicilia.

## Descrizione
La strada ha origine nel territorio di Pollina dalla strada statale 113 Settentrionale Sicula nei pressi della stazione di Castelbuono, e si allontana da essa in direzione sud. Dopo poco più di un chilometro è presente lo svincolo di Pollina-Castelbuono dell'Autostrada Messina-Palermo.
Il tracciato continua superando la portella di Montenero (Pollina) (304 m s.l.m.) fino a raggiungere l'abitato di Castelbuono. Uscito dal paese, la strada continua sempre verso sud entrando nel parco delle Madonie e raggiungendo Geraci Siculo.
Il tratto finale conduce, attraverso la portella di Bafurco (1.100 m s.l.m.), all'innesto con la strada statale 120 dell'Etna e delle Madonie a metà strada tra Petralia Sottana e Gangi. Permette di collegare Cefalù con le Petralie e tramite la SS 290 di Alimena con il Quadrivio Misericordia e quindi Catania.

### Tabella percorso
| di Castelbuono |                                                   |      |           |
| Tipo           | Indicazione                                       | ↓km↓ | Provincia |
|                | Bivio Malpertugio Settentrionale Sicula           | 0,0  | PA        |
|                | Messina-Palermo (Svincolo di Pollina-Castelbuono) | 1,3  | PA        |
|                | Portella di Montenero per Pollina                 | 6,8  | PA        |
|                | per Isnello                                       | 13,0 | PA        |
|                | Castelbuono                                       | 14,0 | PA        |
|                | Geraci Siculo                                     | 36,0 | PA        |
|                | Portella di Bafurco                               | 40,8 | PA        |
|                | Bivio Geraci dell'Etna e delle Madonie            | 42,4 | PA        |